# Area 51 (película)
Area 51 es una película escrita y dirigida por Oren Peli. Su producción estuvo a cargo de Jason Blum y su compañía Blumhouse Productions. Con un presupuesto cercano a los cinco millones de dólares, comenzó a rodarse a mediados de octubre de 2009. Fue estrenada en cines específicos y a través de VOD el 15 de mayo de 2015.
Sus protagonistas son Ben Rovner, Reid Warner y Darrin Bragg, quienes interpretan a tres adolescentes que, por su curiosidad, llegan a la enigmática Área 51, donde, según algunos, el Gobierno estadounidense oculta, estudia y experimenta tecnología de origen extraterrestre. Al igual que la anterior cinta de Peli, Actividad paranormal, Area 51 usa la técnica de la «película encontrada», es decir, narra la historia en primera persona a través de un video supuestamente real grabado por los propios protagonistas.

## Argumento
Tres jóvenes teóricos de la conspiración intentan descubrir los misterios del Área 51, el enigmático lugar donde el Gobierno de los Estados Unidos supuestamente ha mantenido encuentros con seres extraterrestres.

## Estreno
El debut de Area 51 en las salas de cine tardó seis años desde su producción. De acuerdo a una entrevista concedida por el productor Jason Blum al sitio web Shock Till You Drop en junio de 2011, la producción de la película se retrasó un poco debido a que él y Oren Peli estaban a cargo de Actividad paranormal 2. En la misma ocasión, aseguró que Area 51 estaría terminada en septiembre u octubre de 2011 y que su estreno en 2012 era una opción viable que dependía de la competitividad del mercado. En febrero de 2013, cuando la revista española Scifiworld Magazine le consultó a Peli sobre Area 51 y su postergado estreno, él contestó: «Desafortunadamente, está archivado en la categoría de "proyectos de los que no se puede hablar"». En agosto del mismo año, Blum confirmó que la película se encontraba totalmente grabada y en proceso de posproducción, aunque nuevamente no reveló su fecha de estreno. En marzo de 2015, Jason Blum concedió una entrevista al sitio canadiense We Got This Covered donde aseguró que Area 51 estaba completamente terminada y que vería la luz luego. También comentó que sería una buena idea estrenar el filme a través del sistema «video bajo demanda» (VOD). Semanas después, el 6 de abril, un usuario de Twitter le preguntó a Blum si había alguna novedad sobre la película y este le contestó: «Muy muy muy pronto». Finalmente, el 23 de abril de 2015, la distribuidora Insurge Pictures —perteneciente a Paramount Pictures— comunicó que Area 51 sería proyectada en las salas de la cadena Alamo Drafthouse Cinema solo durante un fin de semana —entre el 15 y el 17 de mayo de 2015— y que estaría disponible a través del sistema VOD y en plataformas digitales a partir del mismo 15 de mayo.

## Promoción
El avance de Area 51 fue divulgado el 23 de abril de 2015, mismo día en que se confirmó su fecha de estreno.